# Josh Klinghoffer
Josh Adam Klinghoffer (Los Angeles, 3 de outubro de 1979) é um músico, compositor e produtor musical norte-americano, é o ex-guitarrista da banda Red Hot Chili Peppers. No dia 14 de dezembro de 2009 entrou para o Red Hot Chili Peppers para substituir John Frusciante, e foi o guitarrista da banda por um período de 10 anos, até o dia 15 de dezembro de 2019. Em 14 de abril de 2012 foi induzido ao Rock and Roll Hall of Fame como membro do Red Hot Chili Peppers. Aos 32 anos de idade, Klinghoffer é mais jovem artista já empossado, passando Stevie Wonder, que tinha 38 quando foi introduzido. Já esteve em um relacionamento com Jenny Lee Lindberg, a baixista do Warpaint, e com PJ Harvey.
Klinghoffer também é o líder do Dot Hacker, banda que fundou em 2008 e foi um dos membros do Ataxia (com Frusciante), The Bicycle Thief e Warpaint. Ele também já gravou e fez turnês com os músicos como Beck, Butthole Surfers, The Black Keys, Har Mar Superstar, Golden Shoulders, Jon Brion, Nine Inch Nails, PJ Harvey, Sparks, That Dog, The Bicycle Thief, Thelonious Monster e Vincent Gallo.

## Biografia

### Início
Josh Klinghoffer foi envolvido com música desde quando era bem jovem. Aos 9 anos, começa a tocar bateria, aos 15 anos abandona a escola e passou a ficar o dia todo tocando guitarra. Ele descreve a si mesmo nesse momento como "um pequeno músico dork que viveu nos cantos, largou a escola e apenas tocava guitarra o dia inteiro".

### The Bicycle Thief (1997-2001)
Em 1997, com a idade de dezessete anos, juntou-se a banda The Bicycle Thief, que tinha como líder Bob Forrest, e gravou com a banda o álbum  You Come and Go Like a Pop Song, primeira gravação de Josh. Anthony Kiedis observou que "Bob [Forreste] sempre teve uma forte sensibilidade em encontrar pessoas extremamente talentosas, com as quais ele queria apenas ir para uma cozinha e compor uma música."
Em 2000, o The Bicycle Thief abriu shows do Red Hot Chili Peppers durante a turnê do album Californication. Em 2001 a banda relançou seu disco de estreia, e desde então o The Bicycle Thief não havia realizado mais nenhuma atividade, até o dia 03 de outubro de 2013, quando realizaram uma pequena apresentação de reunião.

### John Frusciante e Ataxia  (2002-2006)
Klinghoffer e o guitarrista John Frusciante começaram a escrever juntos em 2002. Com a esperança de gravar e lançar um álbum sob o nome da banda. Este álbum foi finalmente lançado como um lançamento solo de John Frusciante em 2004, intitulado Shadows Collide with People.  Com relação a essa decisão, Frusciante afirmou:
| “ | "Nós tinhamos escrito uma canção juntos, "Omission" e esta canção surgiu através de uma colaboração. Ele tocou teclado e eu tocava guitarra, nós dois tivemos ideias para os vocais [...] Nos sentamos lá e rabiscamos nossas partes em um pedaço de papel e quanto estávamos prontos nos juntávamos novamente e colocávamos nossas ideias juntas e elas se encaixavam perfeitamente. Naquela época, pensamos em fazer muitas canções juntos, como um presente. Com o passar do tempo, este álbum tornou-se mais um álbum solo no qual ele está me ajudando. [...] Nós faremos outros projetos nos quais vamos trabalhar juntos, mas percebemos que estas eram as minhas músicas e, portante tinha que ser um álbum solo." | ” |

Durante os primeiros seis meses de 2004,  Klinghoffer  continuou a ajudar  Frusciante no estúdio durante uma pausa do Red Hot Chili Peppers. Juntos, eles gravaram dois álbuns solo de Frusciante, The Will to Death e  Inside of Emptiness além de um álbum creditado por ambos, A Sphere in the Heart of Silence e com o músico Joe Lally os álbuns Automatic Writing e AW II sobre o nome de Ataxia.
Frusciante comentou sobre sua relação com Klinghoffer, afirmando: "Ele é simplesmente uma pessoa muito talentosa e tem sido um amigo muito próximo nos últimos quatro anos. Ele é uma das poucas pessoas que eu realmente gostaria de passar muito tempo. Em muitos aspectos ele é a pessoa que está mais próxima de mim, e com quem eu posso falar honestamente sobre tudo. Sua opinião é muito importante para mim e eu valorizo muito isso".
Em 2004, Klinghoffer também apareceu no álbum de ex-colega Bob Forrest com a banda Thelonious Monster.

### Stadium Arcadium tour e Dot Hacker (2007-2008)
Em 2007, Josh Klinghoffer se uniu ao Red Hot Chili Peppers para a última parte da turnê do Stadium Arcadium como membro de apoio, tocando  guitarra de apoio, teclado e backing vocals (principalmente na canção So Much I). Foi a última turnê de Frusciante na banda e a primeira de Klinghoffer.
Klinghoffer fundou sua própria banda em 2008, Dot Hacker, onde ocupa o cargo de principal guitarrista e compositor, guitarra de apoio, cantor e pianista. Lançaram o seu primeiro álbum em 01 de maio de 2012, intitulado "Inhibition" com dez faixas. Em 2014 lançaram seu segundo álbum, "How's Your Process?", que será dividido em duas partes: "How's Your Process? (Work)" a ser lançado em julho e "How's Your Process? (Play)" que será lançado em outubro.

### Red Hot Chili Peppers e indução ao hall da fama (2009-2019)
Em 08 de maio de 2009, em meio da confusão de que Frusciante ficaria ou não na banda, Klinghoffer, Anthony Kiedis, Flea, Chad Smith, Ron Wood e Ivan Neville tocaram sob o nome The Insects no MusiCares devido ao compromisso de Kiedis em ajudar aqueles que lutam contra a dependência química e sua recuperação.
Em 12 de outubro de 2009, o Red Hot Chili Peppers encerrou um hiato de dois anos. Em dezembro Frusciante anuncia que deixou a banda, mas não houve anúncio oficial de quem seria seu substituto.
Em 29 de janeiro de 2010, Klinghoffer toca com a banda pela primeira vez como guitarrista em homenagem em um evento MusiCares para Neil Young. Demorou algumas semanas até que finalmente Klinghoffer fosse anunciado como o substituto permanente de John Frusciante nos Chili Peppers. A respeito de sua entrada na banda, Klinghoffer diz: "Eu sempre fui atraído pela ideia de uma unidade, uma banda que é uma família, uma irmandade. Desde a minha primeira lembrança, eles sempre pareceram uma banda com muito amor uns pelos outros."
Em maio de 2010, juntamente com Flea, Klinghoffer apresenta nos Estados Unidos o hino nacional em um jogo dos Lakers, durante a NBA Western Conference Finals contra o Phoenix Suns.
Após 11 meses de ensaios e composições, em 13 setembro de 2010 o Red Hot Chili Peppers começou a gravar seu décimo álbum de estúdio e a gravação terminou em março de 2011.  Klinghoffer  também participa nos backing vocals e teclados no novo álbum, chamado I'm with You, foi lançado em 29 de Agosto de 2011. O primeiro single do novo álbum da banda foi "The Adventures of Raindance Maggie" com o som de guitarra característico, e camadas com o estilo único de Klinghoffer, levando claramente à banda para uma nova direção musical.
Em 2011, Klinghoffer escreveu e tocou a trilha sonora original para o documentário de Bob and the Monster. Klinghoffer também aparece no documentário, que é baseado na vida e carreira do músico Bob Forrest.
Klinghoffer também aparece no álbum solo do ex-baixista do Jane's Addiction, Eric Avery.
Foi induzido ao Rock and Roll Hall of Fame como membro do Red Hot Chili Peppers. Aos 32 anos de idade, Klinghoffer se tornou o mais jovem artista já empossado, passando Stevie Wonder, que tinha 38 quando foi introduzido.

### Saída do Red Hot Chili Peppers (2019)
Em 15 de dezembro de 2019, foi anunciado no Instagram oficial do Red Hot Chili Peppers que Josh Klinghoffer saiu da banda, muitos suspeitavam que o anúncio era de uma invasão hacker, porém Flea e Chad Smith confirmaram tal anúncio, a postagem dizia: "Josh é um belo músico que nós respeitamos e amamos. Estamos profundamente gratos por nosso tempo com ele, e pelos incontáveis presentes que ele compartilhou conosco". Josh Klinghoffer foi substituído pelo lendário guitarrista John Frusciante, que volta a banda em sua 3ª passagem. 
O último show do guitarrista com Anthony, Chad e Flea foi no dia 3 de outubro de 2019, pelo Rock in Rio VIII. 

## Turnês
- Vincent Gallo (Guitarra, Baixo, Piano, 2001)
- Butthole Surfers (Guitarra & Bateria, 2001)
- Beck (Guitarra, 2003)
- Golden Shoulders (Baixo, 2003)
- Moris Tepper (Bateria, 2004)
- PJ Harvey (Guitarra, bateria, 2004)
- Michael Rother (Bateria, 2004)
- Sparks (Guitarra, 2006)
- Red Hot Chili Peppers (Guitarra, Vocais, Percussão, Synthesizer, 2007)
- Gnarls Barkley (Guitarra, Vocais, Synthesizer, 2006-2008)

## Discografia
- The Bicycle Thief - "You Come and Go Like a Pop Song" (1999)
- Perry Farrell - "Song Yet To Be Sung" (2001)
- Tricky - "Blowback" (2001)
- Golden Shoulders - "Let My Burden Be" (2002)
- John Frusciante - "Shadows Collide With People" (2004)
- John Frusciante - "The Will to Death" (2004)
- The Golden Shoulders - "Friendship Is Deep" (2004)
- Ataxia - "Automatic Writing" (2004)
- John Frusciante - "Inside of Emptiness" (2004)
- John Frusciante & Josh Klinghoffer - "A Sphere in the Heart of Silence" (2004)
- PJ Harvey - "iTunes Originals" (2004)
- Thelonious Monster - "California Clam Chowder" (2004)
- Gemma Hayes - "The Roads Don't Love You" (2005)
- The Format - "Dog Problems" (2006)
- Bob Forrest - "Modern Folk and Blues: Wednesday" (2006)
- PJ Harvey - "The Peel Sessions 1991 - 2004" (2006)
- Spleen - "Nun Lover!" (2007)
- The Diary of IC Explura - "A Loveletter to the Transformer, Pt. 1" (2007)
- Charlotte Hatherley - "The Deep Blue" (2007)
- Golden Shoulders - "Friendship Is Deep" (2007)
- Ataxia - "AW II" (2007)
- Neon Neon - "Stainless Style" (2008)
- Gnarls Barkley - "The Odd Couple" (2008)
- Warpaint - "Exquisite Corpse" (2008)
- Martina Topley - Bird - "The Blue God" (2008)
- Pocahaunted - "Chains" (2008)
- Headless Heroes - "The Silence of Love" (2008)
- John Frusciante - "The Empyrean" (2009)
- Golden Shoulders - "Get Reasonable" (2009)
- Paul Oakenfold - "Pop Killer" (2010)
- Red Hot Chili Peppers - "I'm With You" (2011)
- Dot Hacker - '"Inhibition" (2012)
- Sophie Hunger - The Danger of Light(2012)
- Red Hot Chili Peppers - "I'm with You Sessions" (2012-2013)
- Bob Forrest e Josh Klinghoffer - "Bob and the Monster OST" (2013)
- Tinariwen - "Emmaar" (2014)
- Dot Hacker - "How's Your Process?" (2014)
- Red Hot Chili Peppers - "The Getaway" (2016)
- Dot Hacker - "N°3" (2017)
- Pluralone - "To Be One With You" (2019)
- Pluralone - "I Don't Feel Well" (2020)